# Северноатлантска струја
Северноатлантска струја (или Ирска струја) је средњи крак рачвања Голфске струје између 40° сгш и 50° згд у средишњем делу Атлантика. Ово је топла морска струја. Она се даље рачва у три огранка — северни, познат као Ирмингерова струја, затим јужни, који се зове Ренелова струја и средишњи, уједно најјачи крак — Норвешка струја. Осим њих од ове струје се одваја и Португалска струја у средишњем делу Атлантика.